# Громадський сектор Євромайдану
Грома́дський се́ктор Євромайда́ну (ГСЄ) — спільнота активістів Євромайдану. Засадничим принципом діяльності є ненасильницький спротив. Активісти об'єдналися після силового розгону студентів 30 листопада 2013 року, створивши на території Михайлівського монастиря пункт допомоги. Штаб-квартири ГСЄ діють у Києві, Львові та Харкові.

## Діяльність та організація ГСЄ
Громадський сектор Євромайдану починаючи з моменту свого заснування займався діяльністю, спрямованою на координацію та систематизацію зусиль волонтерів, інформаційно-просвітницьку діяльність, співпрацю із міжнародними організаціями та українською діаспорою.
Під час подій 18-20 лютого активісти Громадського сектору Євромайдану організували пункт допомоги на території Михайлівського монастиря, який функціонував по 26 лютого. Цілодобово потребуючим надавалася волонтерська допомога. Мітингарі поселялись в Києві та відправлялись додому в регіони. Тут же працювали лікарський, харчовий та побутовий склади, пункт збору теплих речей, кухня, медична служба та операційна кімната, інфоцентр та прес-центр. В пункт подавались відомості про загиблих та зниклих, тут збирались фінанси для допомоги пораненим та сім'ям убитих. Волонтери акумулювали та розповсюджували інформацію стосовно актуальних потреб в усіх пунктах допомоги Майдану. Біля входу на територію собору регулярно чергували кілька десятків автомобілів волонтерів, які допомагали з транспортними потребами.
Єдиного лідера організація не має. Однак різні напрямки діяльності координуються різними людьми, що фактично є відповідальними за них.
Під час наймасовіших подій на Майдані ядро Громадського сектору складало близько тридцяти осіб. Разом із активістами, які займалися організацією різних акцій, веденням колони, пікетуваннями, плануваннями — близько 80. Волонтерська мережа людей із досвідом роботи становила близько тисячі осіб. Координація дій волонтерів під час Єврореволюції відбувалася у формі СМС-розсилки та обдзвону.
Частина активістів ГСЄ входили до 26-ї та 4-ї сотень Самооборони Майдану.

### Окремі акції
Широкого медійного розголосу набула низка мирних акцій протесту, організованих Громадським сектором в рамках подій Євромайдану. Серед них:
- 17 грудня 2013 р. Активістки принесли під посольство Росії гарбуз для Путіна як символ відмови вступати у Митний союз[6].
- 30 грудня. Акція «Не дамо забути 30.11» із дзеркалами перед кордоном Внутрішніх військ МВС. Міліціонерам показали їх обличчя в дзеркала із написами «Боже, невже це я?»[7][8].
- 30 грудня. Акція «Не бійся виходити» для відзначення місяця від розгону протестувальників 30 листопада 2013 року[9].
- 17 січня 2014 р. Наступного дня після прийняття законів про диктатуру кілька сотень активістів Євромайдану та громадських діячів прийшли під Адміністрації Президента з протестом. Колону очолили люди в кайданах, із заклеєними ротами та слідами «крові» на обличчі[10].
- 10 лютого. Акція «Інструмент свободи». У дев'яти містах України встановлені пофарбовані в жовто-блакитний колір піаніно. У Києві таке піаніно було встановлене просто посеред барикад на вулиці Грушевського[11].
- 13 лютого — пікет окружного адмінсуду в Києві, де в цей час розглядалася справа щодо бездіяльності тодішнього міністра внутрішніх справ України Захарченка під час побиття «Беркутом» мітингувальників[12].
- 14 лютого відбулось пікетування посольства Білорусі на підтримку ультрас білоруського футбольного клубу БАТЕ, на яких було заведено справи за підтримку Євромайдану[13].

## Після відставки Януковича
Після втечі Януковича в Росію та завершення Євромайдану Громадський сектор змінив форми своєї діяльності. У кінці лютого 2014 активісти ГСЄ допомагали журналістам YanukovychLeaks рятувати документи Януковича з Межигір'я, виловлені у Дніпрі. Низка активістів Громадського сектору стали співорганізаторами суспільної ініціативи «Реанімаційний пакет реформ». Також частина активістів ГСЄ почала займатись волонтерською діяльністю в Українському кризовому медіа-центрі.
Громадський сектор Євромайдану продовжує привертати увагу до актуальних подій. Наприклад, 5 березня, під час анексії Криму Росією, було проведено акцію «Солдатики для Путіна», під час якої діти надіслали своїх іграшкових солдатиків в Кремль із закликом «Дядя Путін, хочеш гратися у війну — бери мого солдатика, не чіпай тата».
22 липня відбувся «Всеукраїнський день солідарності з Харковом» з приводу місяця від побиття євромайданівців Харкова спецпризначенцями підрозділу «Грифон», яке залишилось непокараним. Акція відбулась одночасно в Харкові, Києві, Львові, Одесі, Чернігові та Херсоні.
9 серпня біля головного офісу банку ВТБ активісти зібрали для переробки на макулатуру 53 кілограми газети «Вести», до випуску якої причетні структури Сергія Курченка та Олександра Януковича. Виручені кошти були спрямовані бійцям АТО.